# Списак улица Пожаревца

## Месна заједница „БРАЋА ВУЈОВИЋ“
- Светосавска
- Доситејева
- Кнез Милошев венац
- Браничевски сквер
- Радомира Миленића „Руса“
- Трг Радомира Вујовића
- Делиградска
- Браничевска
- Димитрија Туцовића
- Сопотска
- Прилепска
- Карађорђева
- Скопљанска
- Гргура Вујовића
- др. Николе Хаџи-Николића
- Моше Пијаде

## Месна заједница „БУЛЕВАР“
- Љубовијска
- Драже Марковића
- Трише Кацлеровића
- Југовићева
- Војвођанска
- Зетска
- Крајинска
- Васе Чарапића
- Изворска
- Пионирски трг
- Бошкова
- др Воје Дулића
- Николе Тесле
- Илије Петровића
- Книћанинова
- Висока
- Тршћанска
- Боже Димитријевића
- Његошева
- Вељка Дугошевића
- Таковска
- Градско сокаче
- Даворјанке Пауновић
- Лењинова
- Станоја Главаша
- Угљешина
- Сремска
- Јована Шербановића
- Цветка Павловића
- Милене Павловић-Барили
- 23. српске дивизије
- Данила Киша
- Милоша Црњанског
- Сент Андрејска
- Капетан Мишина
- Воје Вујовића
- Јована Цвијића
- Вука Караџића
- Војске Србије
- Саве Ковачевића
- Немање Томића
- Ивана Милутиновића
- Владимира Назора
- Милоша Обилића
- Косте Стаменковића
- Милана Јовановића

## Месна заједница „БУРЈАН“
- Вељка Влаховића
- Миодрага Марковића
- Бојане Првуловић
- Церска
- Петровачка
- Слободана Јовића
- Дрварска
- Видинска
- Партизанска
- Ратарска
- Радничка
- Љубе Степића
- Александра Павловића
- Брежанска
- Стишка
- Дунавска
- Борска
- Миодрага Васића
- Голубачка
- Филипа Филиповића
- Змај Јовина
- Ђердапска
- Расадничка
- Вршачка
- Бате Булића
- Нушићева
- Моравска
- Балканаска
- 8. марта
- Првомајска
- Рударска
- Немањина
- Влајка Павловића
- Војислава Илића
- Стевана Сремца
- Владимира Карића
- Космајски одред
- Косте Рацина
- Бранка Митића
- Билећка
- Аћима Медовића
- Димитрија Павловића
- Драгослава Ђорђевића-Гоше
- Манасијска
- Живорада Лазаревића
- Милана Ракића
- Чегарска
- Ударничка
- Витешка
- Јефимије
- Надежде Петровић
- Исидоре Секулић
- Студеничка
- Жичка
- Милешевска
- Француска
- Другог српског устанка
- Девет Југовића
- Дунавске дивизије
- Тежачко сокаче
- Јована Скерлића
- Вере Милетић
- Крушедолска
- Молиерова
- Кнегиње Љубице
- Николе Пашића
- Косовке девојке
- Кнеза Вишеслава
- Српских Владара
- Господара Јеврема
- Љубостињска
- Светогорска
- Коларчева
- Добрачина
- Грчић Миленка
- Петра Трифуновића
- Палмотићева
- Вртларска
- Војводе Драгомира
- Мајке Јевросиме
- Катанићева
- Калинићева
- Звечанска
- Масарикова
- Раваничка
- Јанка Веселиновића
- Грачаничка
- Браће Добрњац
- Прохорска
- Трг Миливоја Живановића
- Немањина

## Месна заједница „ВАСА ПЕЛАГИЋ“
- Индустријска
- Млавска
- Симе Симића  (од ул. Чеде Васовића до ул. Шумадијске)
- Мачванска
- Васе Пелагића
- Бошка Вребалова
- Книнска
- Вардарска
- Шумадијска
- Лоле Рибара
- Далматинска
- Босанска
- Ђурђа Бранковића
- Београдска
- Пролетерска
- Ситничка
- Владе Гандија
- Индустријско сокаче
- Ђурђеве рупе
- Зеленгорска
- Партизанска
- Трг Радомира Вујовића
- Илије Гојковића

## Месна заједница „ГОРЊА МАЛА”
- Зеленгорска (од ул. Косовске до ул. Чеде Васовића)
- Косте Абрашевића
- Невесињска
- Краљевића Марка
- Звишка
- Зајечарска
- Цинцар Јанка
- Црнотравска
- Лесковачка
- Пиротска
- Жиже Лазаревић
- 4. јула
- Вукице Станковић
- Михајла Пупина
- Авалска
- Ресавска
- Светозара Марковића
- Старине Новака
- Градиштанска
- 25. маја
- Смедеревска
- Врањска
- Жабарска
- Алексе Ненадовића
- 27. априла
- Кучевачка
- Жагубичка
- Чеде Васовића
- Симе Симића  (од ул. Косовске до ул. Чеде Васовића)
- 7. јула
- Ђуре Ђаковића
- Браће Барух
- Блаже Јовановића
- Ђуре Даничић
- Ђуре Салаја
- Народног фронта
- Седам секретара СКОЈ-а
- Ђоке Пајковића
- Младог радника
- Бранка Крсмановића
- Прва пролетерска
- Георги Димитрова
- Алексе Дундића
- Барска
- 8. јуна
- Виктора Бубња
- Александра Ивановића
- Миливоја Живановића
- Јована Драгашевића
- Иве Маринковића
- Дечанска
- Хилендарска
- Анафа Соломона - Жике
- Роксанде Игњатовић-Димитријевић
- Аврама Трифуновића
- Ослободиоца Пожаревца
- Светозара Ђорђевића
- Николе Сикимића
- Милоша Савића
- Сувоборска
- Косовска
- Дечанска
- Др Младена Стојановића
- Милентија Поповића
- Властимира Царевца
- 6. личке дивизије
- Баје Секулића
- Страхињића бана
- Жупска
- Кнеза Данила
- Железничка
- Љубичевска
- Рашка
- Цара Уроша
- Призренска
- Хумска
- Прокупачка
- Динарска
- Крузијска
- Крушевачка
- Милатовачка
- Пендина
- Насеље Љубичево

## Месна заједница „ЗАБЕЛА”
- Насеље Забела
- ул. Дунавска

## Месна заједница „ПАРК”
- 15. октобра
- Моше Пијаде
- Трг  ослобођења
- Дринска
- Стари корзо
- Хајдук Вељкова
- Колубарска
- Омладинска
- Светислава Урошевића
- Радоја Домановића
- Црвени крст
- Мајаковског
- Радована Драговића
- Војводе Мишића
- Хомољска
- Војводе Степе
- Поречка
- Мирослава Јовановића
- Виноградска
- Толстојева
- Војводе Путника
- Розе Луксембург
- Јована Поповића
- Слободана Пенезића - Крцуна
- Александра Пауновића
- Војводе Петра Бојовића
- др Арчибалда Рајса
- Видовданска
- Видосаве Станковић
- Милице Јанковић
- Младости
- Јесењинова
- Лоркина
- Драгојла Дудића
- Јована Шербановића
- Табачка чаршија
- Александра Златковића
- Трг Стевана Максимовића
- Проф. Ђорђа Јањића
- Девете Српске народно-ослободилачке ударне бригаде
- Душана Радовића
- Др Миломира Бранковића
- Пук. Миливоја Стојановића
- Милана Ајваза
- Десанке Првановић

## Месна заједница „РАДНА МАЛА”
- Вука Караџића
- Тимочка
- Јадранска
- Мишарска
- Македонска
- Алексе Шантића
- Крфска
- Метохијска
- Сарајевска
- Дурмиторска
- Космајска
- Кочина
- Војводе Миленка
- Раде Слободе
- Костолачка
- Охридска
- Братства Јединства
- Скадарска
- Солунска
- Војводе Добрњца
- Ђорђа Јовановића
- Пионирски трг (само Ламела 13, 15 и 17)
- Бранислава Тодоровића

## Месна заједница „СОПОТ”
- Ивана Горана -Ковачића
- Жикице Јовановића-Шпанца
- Јелене Ћетковић
- Радмиле Трифуновић
- Скојевска
- Филипа Кљајића
- Војске Југославије
- Сењанина Иве
- Ђуре Јакшића
- Приштинска
- Узун Миркова
- Милоша Обилића
- Милоша Поцерца
- Илије Бирчанина
- Немање Томића
- Војводе Добрњца
- Братства Јединства
- Радних бригада
- Воје Дамњановића
- Жарка Зрењанина
- Јосипа Панчића
- Јове Урошевића
- Кадињача
- Ламартинова
- Кларе Цеткин
- Париске Комуне
- Интернационалних бригада
- Максима Горког
- Достојевског
- Проте Матеје
- Маргум
- Виминацијум
- Живана Цвејића
- Радисава Цвејића
- Иве Андрића
- Петра Кочића
- Бранка Радичевића
- Милована Глишића
- 28. марта
- Ернеста Хемингвеја
- Бранка Ћопића
- Симониде
- Милоша Б. Јанковића
- Мајора Драгутина Гавриловића
- Народна
- Феликса Каница
- Драгољуба Ђурића
- Миодрага Богдановића-Пљуце
- Пећка
- Миодрага Николића
- Словенска
- Десанке Максимовић
- Марије Кири
- Милоша Обреновића
- Пастерова
- Лазе Костића
- Стевана Првовенчаног
- Стевана Мокрањца
- Горњачка
- Лазе Лазаревића

## Месна заједница „ЋЕБА”
- Табачка чаршија
- Синђелићева
- Југ Богданова
- Топличина
- Ћебина
- Косанчићева
- Кнеза Лазара
- Ужичка
- Вељка Дугошевића
- Немањина

## Месна заједница “ЧАЧАЛИЦА”
- Битољска
- Боре Станковића
- Воје Богдановића - Сељака
- Владимира Роловића
- Владе Зечевића
- Веселина Маслеше
- Горанска
- Драгана Милојковића
- Бранислава Радовановића
- Виктора Игоа
- Сестрољинска
- Ивана Мажуранића
- Ивана Цанкара
- Јосипа Цазија
- Кнеза Рајице
- Коче Рацина
- Козарачка
- Кајмакчаланска
- Ловћенска
- Љутице Богдана
- Милице Српкиње
- Марка Миљанова
- Митре Трифуновић
- Миодрага Морисављевића
- Новосадска
- Надежде Вељковић
- Прешернова
- Пожаревачког партизанског одреда
- Павла Јуришића - Штурма
- Првог српског устанка
- Родољуба Чолаковића
- Стевана Јаковљевића
- Слободарска
- Светислава Ивановића - Кобаса
- Подгоричка
- Танаска Рајића
- Ћирила и Методија
- Ускочка
- Фрушкогорска
- Филипа Вишњића
- Хајдучка
- Сокобањска
- Црногорска
- Цане Бабовић
- Цара Душана
- Златарска
- Шекспирова
- 6. личке дивизије
- Алексе Галибарде
- Старца Вујадина
- Уроша Предића

## Градска општина “Костолац”
- Вељка Дугошевића
- Боже Димитријевића
- Трг Б. Јединства
- Саве Ковачевића
- Илочка
- Поречка
- Николе Граонића
- Партизанска
- Рударска
- Сарајевска
- Дрварска
- Плитвичка
- Лоле Рибара
- Романијска
- Сутјеска
- Пионирска
- Козарачка
- Приштинска
- Кобалова
- Савеза Бораца
- Зетска
- Ђуре Јакшића
- Индустријска
- Горанска
- Фрушкогорска
- Ужичка
- Осмог марта
- Трудбеничка
- Звишка
- Стишка
- Дунавска
- Омладинска
- Задругарска
- Јадранска
- Вука Караџића
- Базенска
- Златарска
- 7. јула
- 4. јула
- Првомајска
- Карађорђева
- Николе Тесле
- Доситејева
- Његошева
- Цвијићева
- Нушићева
- Војводе Мишића
- Цара Душана
- Стевана Немање
- Ђорђа Вајферта
- Хомољска
- Југ Богдана
- Кнеза Милоша
- Кнеза Лазара
- Васе Пелагића
- Иве Андрића
- Девет Југовића
- Михајла Пупина
- Милоша Обилића
- Краља Милутина
- Миленка Стојковића
- Десанке Максимовић
- Светосавска
- Војводе Сте пе
- Колубарска

## Месна заједница „БАРЕ“
- Маршала Тита
- Вељка Дугошевића
- Едварда Кардеља
- Браће Вујовић
- Моше Пијаде
- Лоле Рибара
- Први партизан

## Месна заједница „БАТОВАЦ“
- Моравка
- Косовска
- Коче Поповића
- Ратарска
- Светог Саве
- Партизанска
- Маршала Тита
- Лоле Рибара
- Пролетерска

## Месна заједница „БЕРАЊЕ“
- Маршала Тита
- Вељка Дугошевића
- Драже Марковића - Рође
- Косовска
- Југ Богданова
- Васе Пелагић
- Петра Драпшина

## Месна заједница „БРАДАРАЦ“
- Божидара Димитријевића - Козице
- Рукумијски пут
- Васе Пелагића
- Вељка Дугошевића
- Вука Караџића
- Драже Марковића
- Светосавска
- Моше Пијаде
- Народног фронта
- Ослобођења
- Пролетерска
- Хајдук Вељкова

## Месна заједница „БРАТИНАЦ“
- Маршала Тита
- Његошева
- Милоша Обилића
- Стишка
- Вука Караџића
- 7. јула
- Васе Пелагића
- Драже Марковића
- Димитрија Туцовића
- Каравилкина
- Вељка Дугошевића
- Млавска
- Петра Драпшина

Месна заједница „БРЕЖАНЕ“ 
- Моравска
- Драге Дулића - Моравца
- Лоле Рибара
- Вука Караџића
- Милета Ристића

## Месна заједница „БУБУШИНАЦ“
- Маршала Тита
- Широки сокак
- Росе Игњатовић
- Млавска
- Миливоја Стевића
- Драгино сокаче
- Боре Руса
- Партизанска
- Радничка
- Гулетова
- Зеленгорска
- Стишка
- Драгослава Ђорђевића
- Селина

## Месна заједница „ДРАГОВАЦ“
- Моравска
- Вожда Карађорђа
- Вука Караџића
- Партизанска
- Цара Душана
- Николе Тесле
- Солунских ратника
- Милоша Обилића
- Степе Степановића
- Јована Јовановића - Змаја
- Милене Павловић - Барили
- Светог Саве
- Живојина Мишића

## Месна заједница „ДРМНО“
- Боже Димитријевића
- Вељка Дугошевића
- Вука Караџића
- Димитрија Туцовића
- Драгољуба Милошевића
- Драже Марковић
- Зеленгорска
- Косовска
- Његошева
- Цара Лазара
- Милоша Обилића
- Краља Петра
- Немањина
- Ослобођења

## Месна заједница „ДУБРАВИЦА“
- Никола Тесла
- Слободана Пенезића
- Бранислава Нушића
- Боже Вучковића
- Браће Ђукић
- Васе Пелагића
- Вељка Дугошевића
- Моше Пијаде
- 1. мај
- 7. јула
- Милоша Обилића
- Братства и јединства
- Масарикова
- Лоле Рибара
- Југословенске народне армије
- Зеленгорска
- Ђуре Јакшића
- Солунска
- Драпшинова
- Вујчићева
- Београдска
- Бранина
- 28. марта
- Палих бораца
- Дунавска

## Месна заједница „ЖИВИЦА“
- Маршала Тита
- Лоле Рибара
- Зеленгорска
- Трговачка
- Вељка Дугошевића
- Вука Караџића
- Слободана Пенезића
- Едварда Кардеља
- Васе Пелагића
- Моравска
- Пожаревачка

## Месна заједница „КАСИДОЛ“
- Народних хероја
- Партизанска
- Стишка
- Караџићева
- Београдска
- Пролетерска
- Бориса Кидрича
- Вељка Дугошевића
- Лоле Рибара
- Мариборска

## Месна заједница „КЛЕНОВНИК“
- Браничевска
- 8. марта
- Београдска
- Његошева
- Фрање Клуза
- Раде Кончара
- Косовска
- Светозара Марковића
- Светислава Миловановића
- Милоша Обилића
- Лоле Рибара
- Цара Душана
- Партизанска
- Вељка Дугошевића
- Саве Ковачевића
- Моше Пијаде
- Југ Богданова
- Борислава Грујића
- Душана Стојановића
- Божидара Димитријевића
- Војводе Синђелића
- 15. октобар

## Месна заједница „КЛИЧЕВАЦ“
- Карађорђева
- Дунавска
- Миленка Стојковића
- Пожаревачка
- Браничевска
- Божидара Димитријевића
- Цара Душана
- Кнеза Милоша
- Изворска

## Месна заједница „СЕЛО КОСТОЛАЦ“
- Капетана Тодића
- Трг Ослобођења
- Вука Караџића
- Вељка Дугошевића
- Миленка Стојковића
- Солунска
- Лоле Рибара
- Вукашинова
- Вере Благојевић
- Зеленгорска
- Бориса Кидрича

## Месна заједница „ЛУЧИЦА“
- Ђуре Јакшића
- 15. октобра
- Раде Цакић
- Милоша Савиша
- Ресавска
- Сеоско сокаче
- Драге Митровића
- Мајевичка
- Коче Поповића
- Нушићева
- Драге Ристића
- 7. јула
- Љубичевска
- Вељка Дугошевића,
- Драге Мишића

## Месна заједница „МАЉУРЕВАЦ“
- Светосавска
- Партизанска
- Цара Душана
- Видовданска
- Вељка Дугошевића
- Боже Димитријевића
- Никола Тесла
- Дунавска
- Зеленгорска
- Београдска
- Колубарска
- Церска
- Стишка

## Месна заједница „НАБРЂЕ“
- Бабунска
- Бориса Кидрича
- Каравилкина
- Радомирова
- Смуђина
- Боже Димитријевића
- Вељка Дугошевића

## Месна заједница „ОСТРОВО“
- Цара Душана
- Жарка Зрењанина
- Лоле Рибара
- Саве Ковачевића
- Васе Пелагића
- Милоша Обилића

## Месна заједница „ПЕТКА“
- Београдска
- Боже Димитријевића
- Божидара Стојадиновића
- Братства јединства
- Вељка Дугошевића
- Војислава Стевића
- Вука Караџића
- Димитрија Туцовића
- Добривоја Стокића
- Драже Марковића
- ЈНА
- Ленке Чолић
- Косте Нађа
- Лењинова
- Лоле Рибара
- Љубомира Станковића
- Маршала Тита
- Момчила Чупића
- Моше Пијаде
- Павла Јовића
- Партизанска
- Пролетерска
- Радисава Божића
- Саве Ковачевића

## Месна заједница „ПОЉАНА“
- Николе Тесле
- Војислава Максића
- Драгољуба Новаковића
- Светог Саве
- Доситеја Обрадовића
- Владимира Здравковића
- Драгише Савића
- Живадина Јовановића
- Душана Митића
- Божидара Димитријевића
- Танасија Ивановић
- Бранка Ћопића
- Вука Караџића
- Гаврила Принципа
- Симе Симића
- Шљивовачка
- Зеленгорска
- Коче Поповића
- Саве Ковачевића
- Његошева
- Чеде Васовића
- Иво Лола Рибара

## Месна заједница „ПРУГОВО“
- Милоша Савића
- Браће Митић
- Милоја Цукића
- Вука Караџића
- Косовска
- Нова мала
- Зеленгорска
- Партизанско сокаче
- Александра Ђурића
- Милана Максимовића
- Милоја Марковића
- Индустријска
- Маршала Тита
- Гробљанска

## Месна заједница „РЕЧИЦА“
- Дунавска
- Пожаревачка
- Изворска
- Балканска
- Школска

## Месна заједница „ТРЊАНЕ“
- Београдска
- Братства јединства
- Димитрија Туцовића
- Вељка Дугошевића
- Млавска
- Трг Републике
- Шумадијска
- Корчагинова
- Партизанска
- Трг ослобођења
- Синђелићева
- Светислава Урошевића
- 7. јула

## Месна заједница „ЋИРИКОВАЦ“
- Маршала Тита
- Димитрија Туцовића
- Вука Караџића
- Омладинска
- Васе Пелагића
- Милоша Обилића
- Зеленгорска
- Млавска
- Моравска
- Обилићева
- Лоле Рибара
- Партизанска
- Вељка Дугошевића